# سوق المدينة

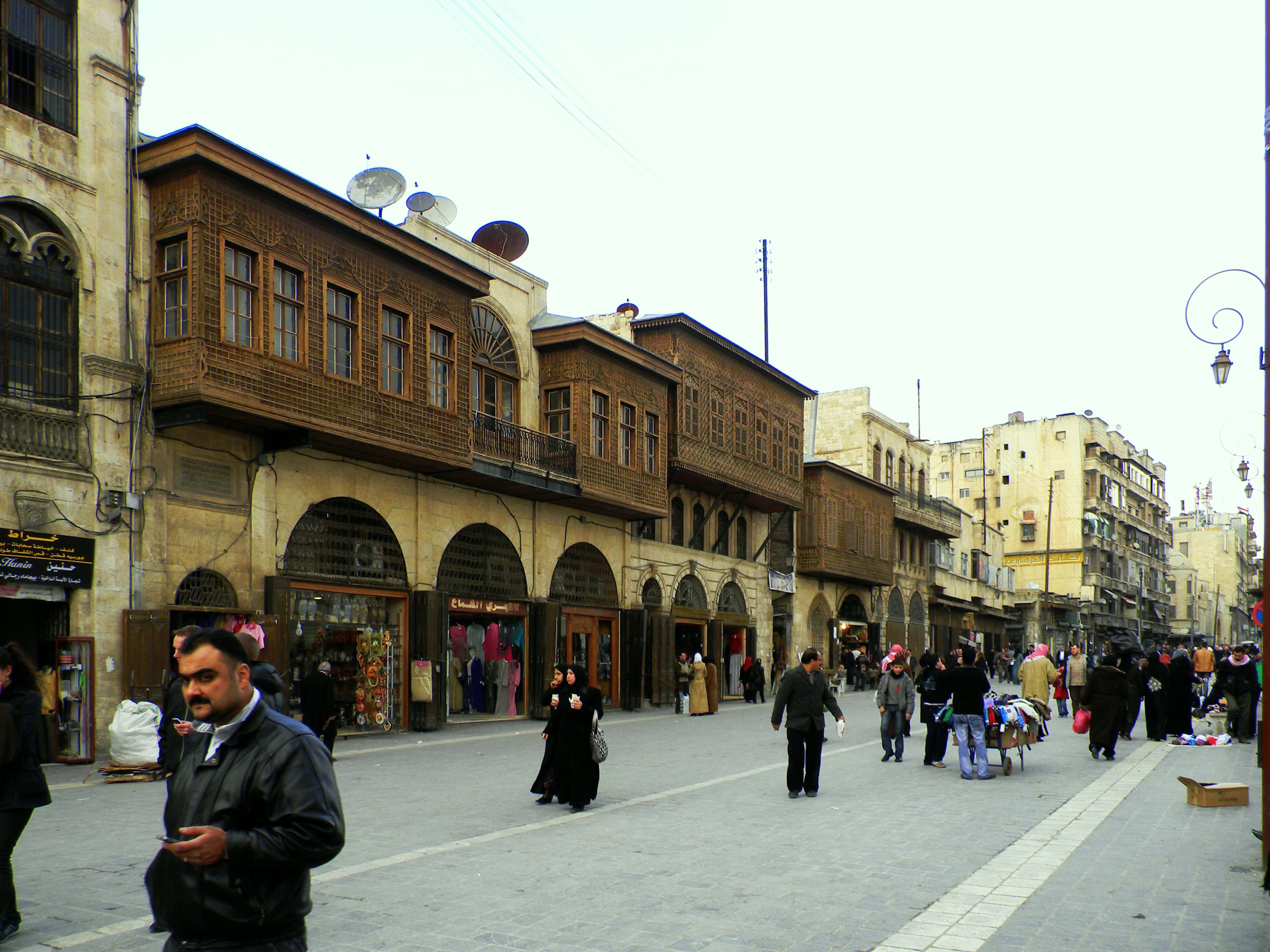
الشارع الرئيسي في سوق المدينة

سوق المدينة أحد أسواق حلب القديمة.

## معرض صور

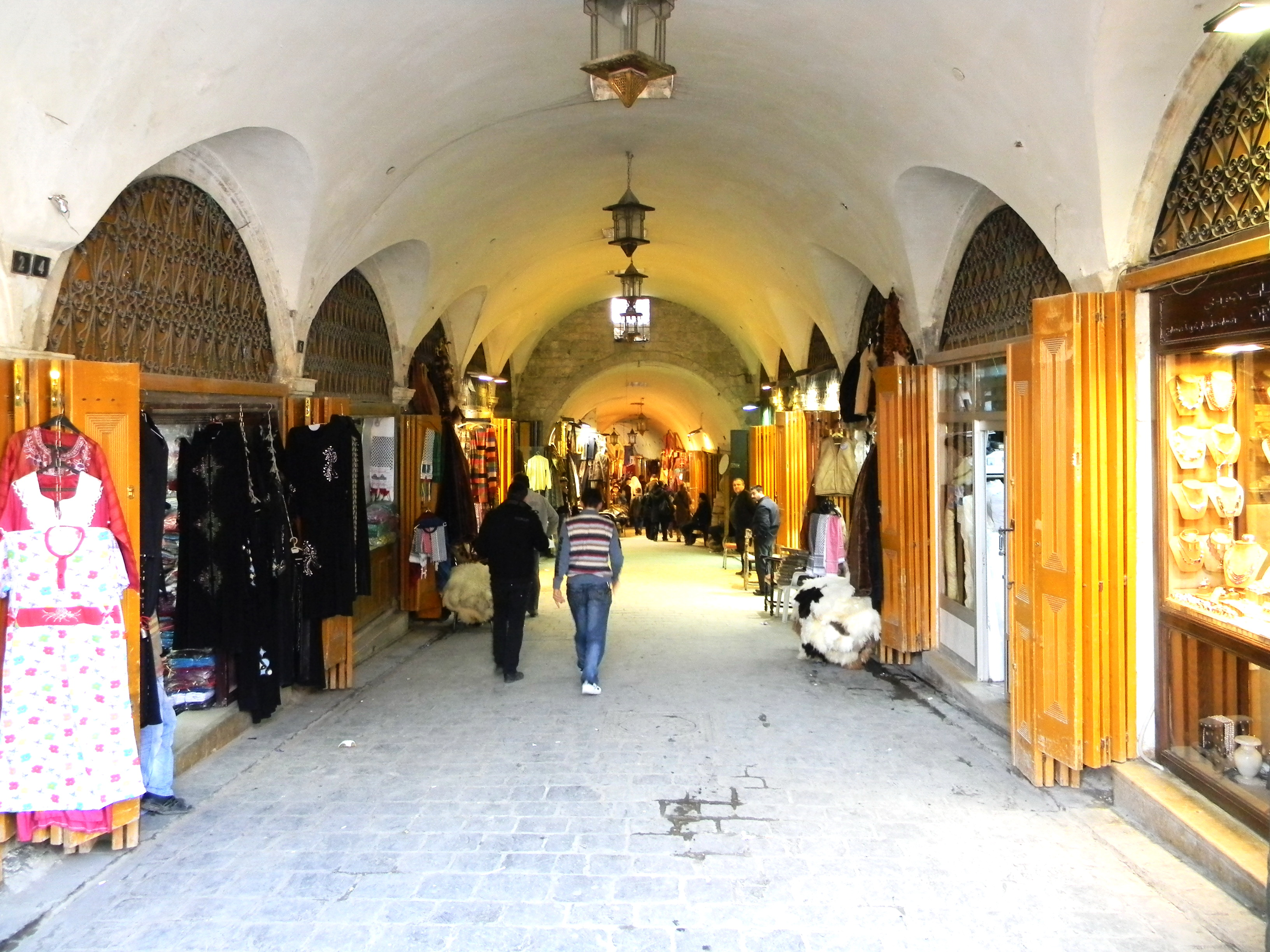
سوق المدينة القديم في حلب القديمة
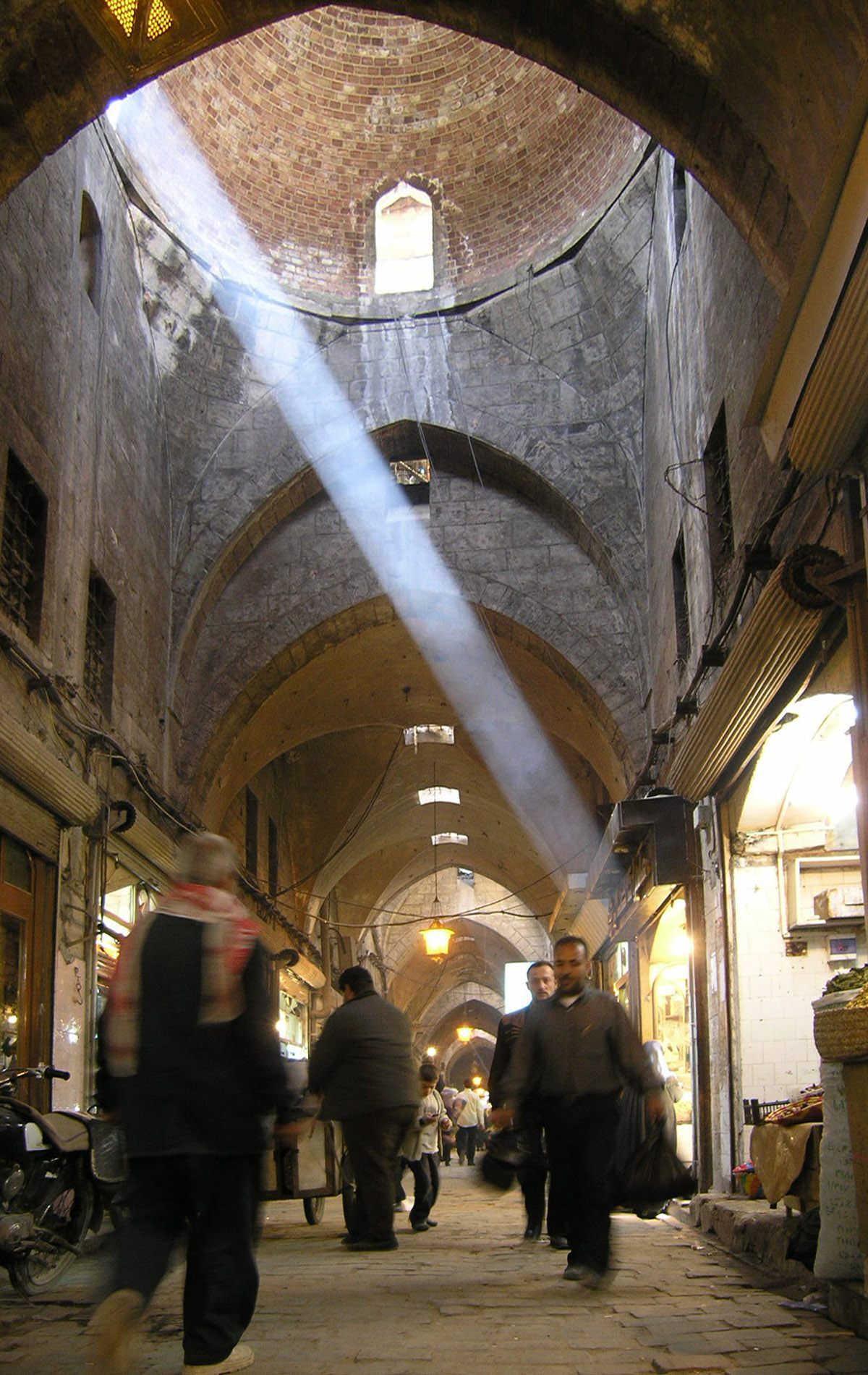
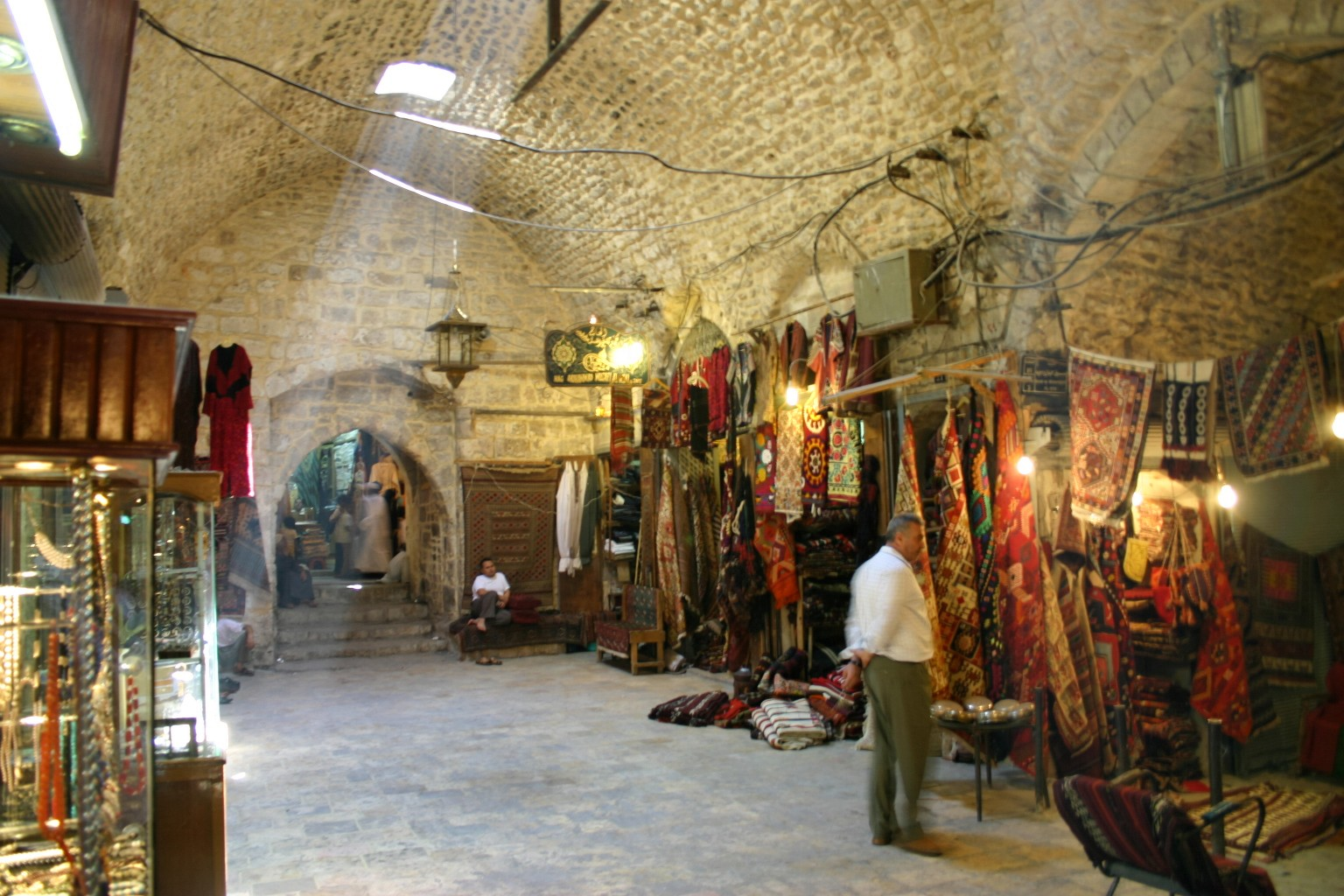
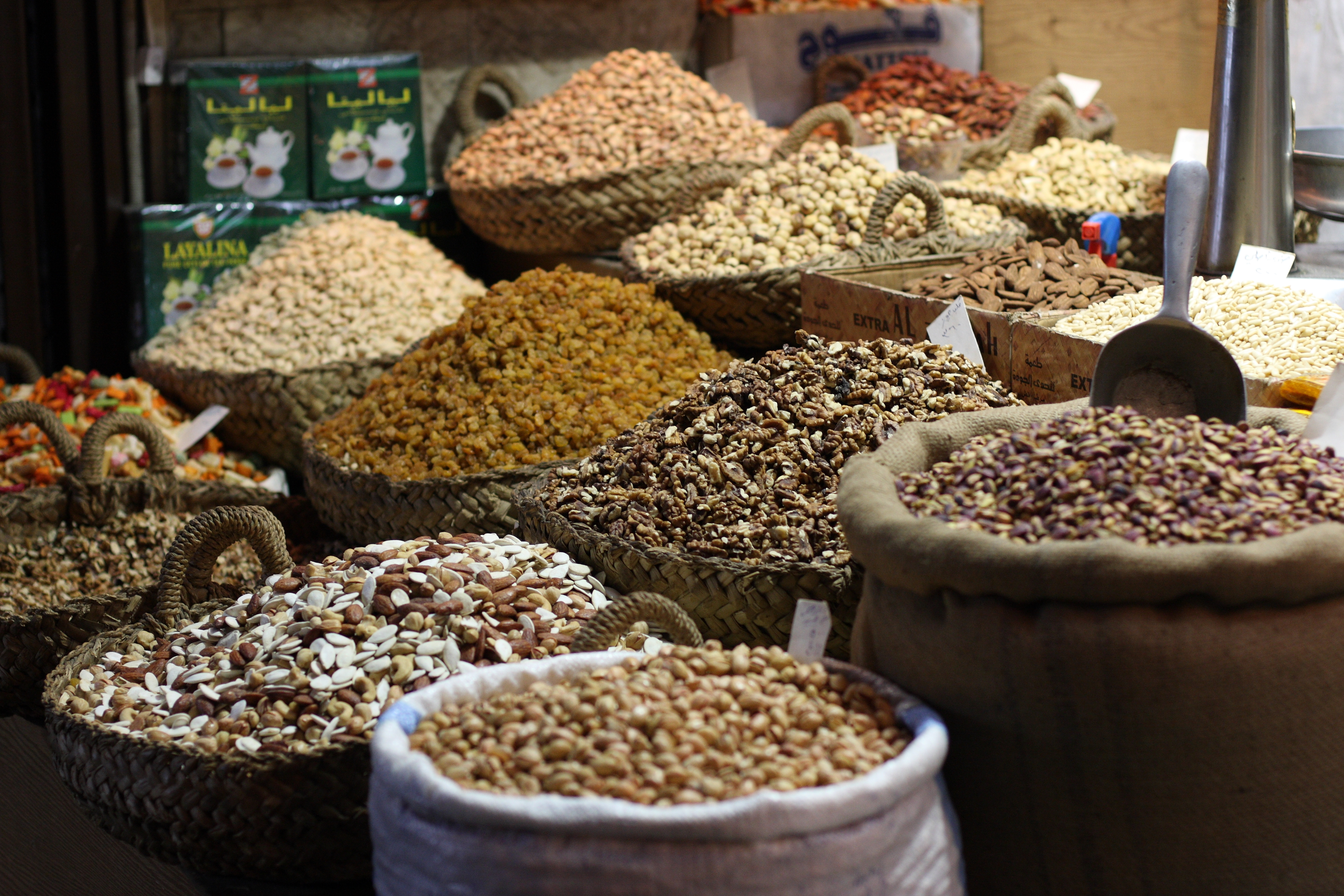
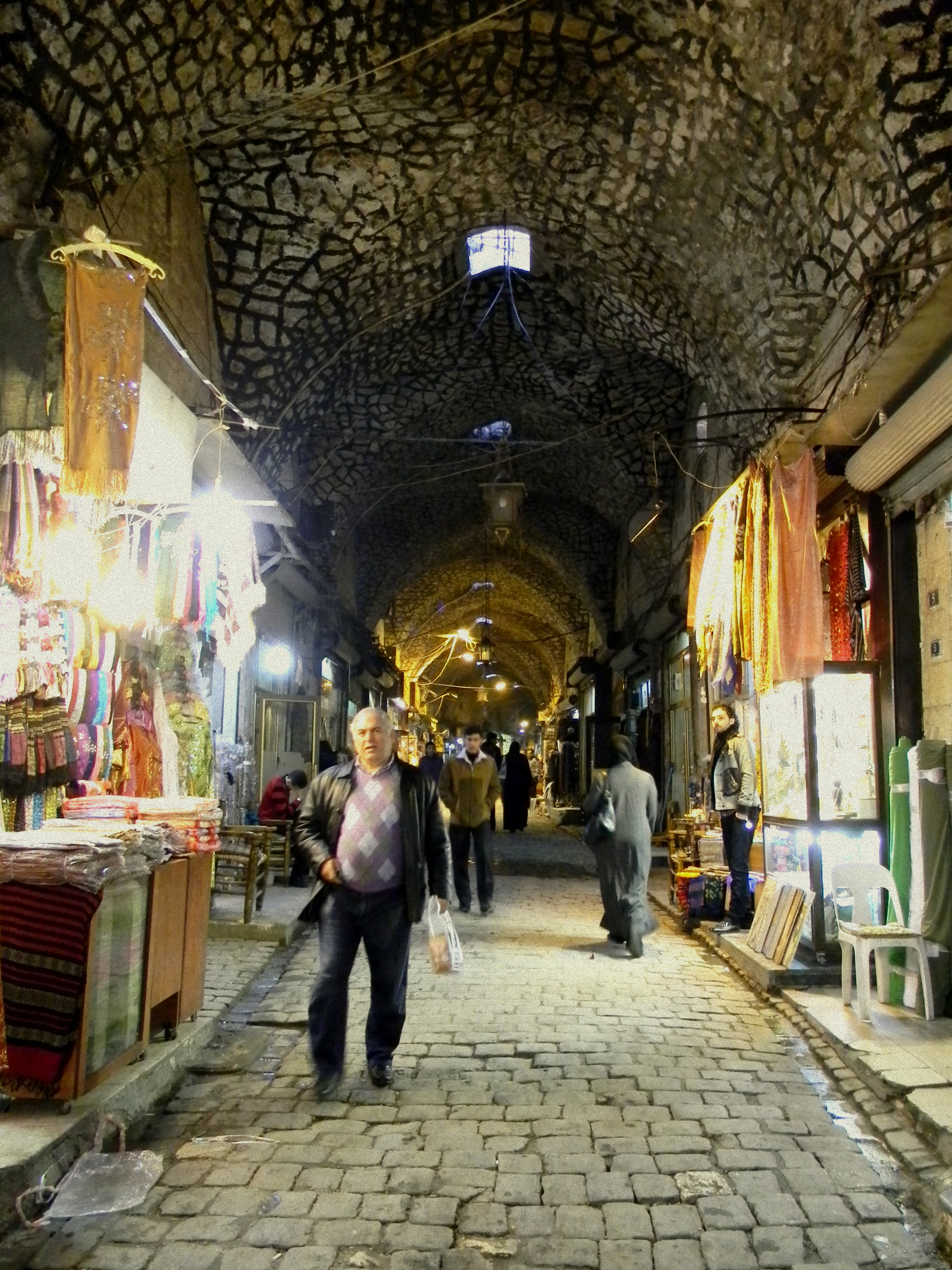